# Henri Becquerel
Antoine Henri Becquerel (París, 15 de diciembre de 1852-Le Croisic, 25 de agosto de 1908) fue un físico francés descubridor de la radiactividad y galardonado con el Premio Nobel de Física del año 1903, compartido con Pierre Curie y Marie Curie.

## Biografía
Becquerel nació en París,  en una familia rica que produjo cuatro generaciones de científicos incluidos su abuelo, su padre, y su hijo.
Era hijo de Alexandre-Edmond Becquerel, que estudió la luz y la fosforescencia e inventó la fosforoscopia, y también nieto de Antoine César Becquerel, uno de los fundadores de la electroquímica.
Tras cursar la educación primaria en el liceo Louis-le-Grand, estudió y se doctoró en ciencias en la École Polytechnique y en École des Ponts et Chaussées en París. En 1874 se casó con Lucia Jamin (hija de Jules Jamin, uno de sus profesores de física en el Politécnico). La pareja tuvo un hijo, Jean (1878-1953). Lucia Zoé Marie Jamin, murió mientras daba a luz a su hijo, Jean. Tras enviudar, en 1890 se casó en segundas nupcias con Louise Lorieux (1864-1945), hija de Edmond Lorieux, inspector general de Minas, y sobrina de Théodore-Marie Lorieux, vicepresidente del Consejo General de Puentes y Caminos.
Fue profesor del Museo de Historia Natural en 1892 y de la École Polytechnique en 1895. 
Se graduó como ingeniero en 1877 y se dedicó a la investigación. Sus primeros trabajos se centraron en la óptica, pero a partir de 1875 inició sus investigaciones acerca de la polarización electromagnética. En 1883, estudió el espectro infrarrojo de los vapores metálicos, antes de dedicarse, en 1886, a la absorción de la luz por los cristales.Defendió su tesis doctoral  en 1888 (Recherches sur l'absorption de la lumière, investigación sobre la absorción de la luz).
En la temprana carrera de Becquerel, se convirtió en el tercero de su familia en ocupar la cátedra de física en el Museo Nacional de Historia Natural en 1892. Más tarde en 1894, Becquerel se convirtió en ingeniero jefe en el Departamento de Puentes y Caminos antes de que comenzara con sus primeros experimentos. Las primeras obras de Becquerel se centraron en el tema de su tesis doctoral: la polarización de la luz, con el fenómeno de fosforescencia y absorción de luz por cristales. A principios de su carrera, Becquerel también estudió los campos magnéticos de la Tierra.
En 1889 fue elegido para la Academia de Ciencias de Francia, institución a la que habían pertenecido su padre y su abuelo. Después de la muerte de su padre en 1892, continuó su trabajo y, finalmente, se convirtió en profesor de la Escuela Politécnica en 1895, donde sucedió a Alfred Potier.
Becquerel no sobrevivió mucho más después de su descubrimiento de la radiactividad y murió el 25 de agosto de 1908, a la edad de 55 años, en Le Croisic, Francia. Su muerte fue por causas desconocidas, pero se informó que «había desarrollado quemaduras graves en la piel, probablemente por la manipulación de materiales radiactivos.»

## Investigaciones científicas
El descubrimiento por Becquerel de la radiactividad natural es un famoso ejemplo de cómo el azar favorece a la mente preparada. Becquerel llevaba mucho tiempo interesado en la fosforescencia, la emisión de luz de un color tras la exposición del objeto a la luz de otro color. A principios de 1896, se produjo una oleada de entusiasmo tras el descubrimiento de los rayos X por Wilhelm Conrad Röntgen el 5 de enero. Durante el experimento, Röntgen «descubrió que los tubos de Crookes que había estado utilizando para estudiar los rayos catódicos emitían un nuevo tipo de rayo invisible que era capaz de penetrar a través del papel negro». Becquerel se enteró del descubrimiento de Röntgen durante una reunión de la Academia Francesa de Ciencias celebrada el 20 de enero, en la que su colega Henri Poincaré leyó el artículo preimpreso de Röntgen.  : 43    Becquerel «comenzó a buscar una conexión entre la fosforescencia que ya había estado investigando y los recién descubiertos rayos X» de Röntgen, y pensó que los materiales fosforescentes podrían emitir radiaciones penetrantes similares a los rayos X al ser iluminados por la luz solar brillante; disponía de diversos materiales fosforescentes, incluidas algunas sales de uranio para sus experimentos. Este fenómeno se produjo durante su investigación sobre la fluorescencia. Al colocar sales de uranio sobre una placa fotográfica en una zona oscura, comprobó que dicha placa se ennegrecía. Las sales de uranio emitían una radiación capaz de atravesar papeles negros y otras sustancias opacas a la luz ordinaria. Estos rayos se denominaron en un principio rayos Becquerel en honor a su descubridor. Sus investigaciones y descubrimientos sirvieron de base a los primeros modelos atómicos.
En 1900 halló que la radiación beta está integrada por electrones y en 1901 que el radio se podía utilizar para destruir tumores, origen de la radioterapia.
En 1903, «en reconocimiento de sus extraordinarios servicios por el descubrimiento de la radiactividad espontánea compartió con el matrimonio Curie el premio Nobel de Física. Curiosamente, a Becquerel le correspondió la mitad del premio, y al matrimonio Curie la otra mitad a partes iguales.

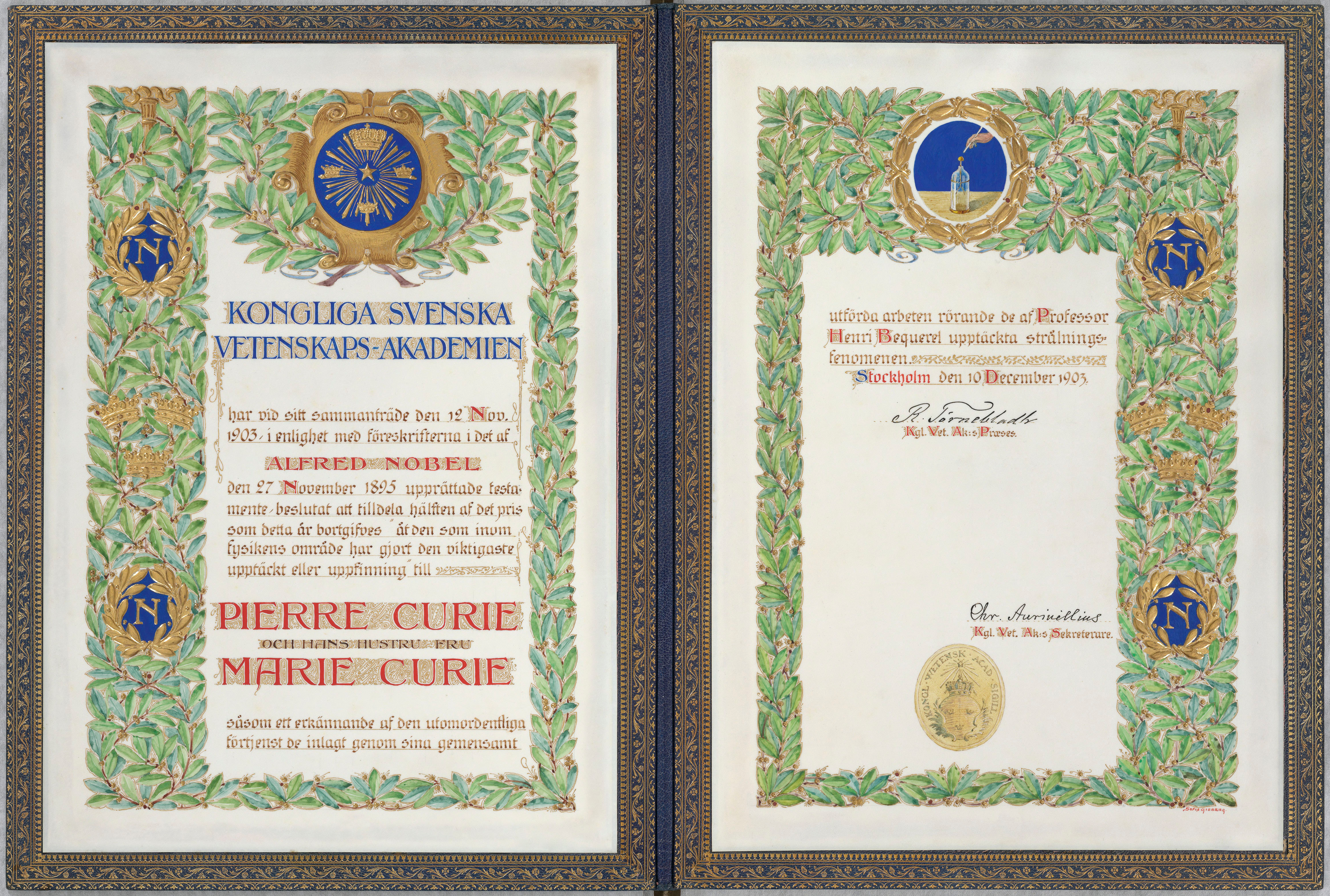
El diploma del Premio Nobel de física de 1903 otorgado por mitad a Pierre y Marie Curie, y por mitad a Henri Becquerel. Su nombre figura en el texto de la recompensa entregada a la pareja.

También realizó investigaciones sobre la fosforescencia, la espectroscopia y la absorción de la luz.
Entre sus obras destacan:
- Investigación sobre la fosforescencia (1882-1897)
- Descubrimiento de la radiación invisible emitida por el uranio (1896-1897)...

## Imágenes
| Henri Becquerel (1903). | Sección pulida de pechblenda. | Papel fotográfico impresionado por la radiación de la pechblenda de la imagen anterior. | Imagen de una plancha fotográfica de Henri, que fue expuesta a la radiación de una sal de uranio. Se ve claramente la sombra de la cruz de Malta colocada entre la placa y la sal de uranio. | Becquerel en su laboratorio. |

## Reconocimientos
- Medalla Rumford (1900)
- Medalla Helmholtz (1901)
- Premio Nobel de física compartido con Pierre y Marie Curie (1903).[12]
- Medalla Barnard (1905)

### Eponimia
- En su honor se bautizó una unidad de medida de actividad radiactiva en el Sistema Internacional de Unidades: El Bequerelio
- En su honor también se ha nombrado el cráter Becquerel[13] en la Luna, y el cráter Becquerel[14] de Marte.
- El asteroide (6914) Becquerel lleva este nombre en su memoria.[15]

- En su honor se bautizó el mineral becquerelita.

Flora
Especies
- (Asteraceae) Cousinia becquereli Parsa[16]
- (Lamiaceae) Platostoma becquerelii Suddee & A.J.Paton[17]

## Descripción de sus experimentos a la Academia Francesa de Ciencias
Así describía sus experimento Becquerel  a la Academia Francesa de Ciencias el 27 de febrero de 1896:
Uno envuelve una placa fotográfica Lumière con una emulsión de bromuro en dos hojas de papel negro muy grueso, de modo que la placa no se vele al exponerse al sol durante un día. Uno coloca en la hoja de papel, en el exterior, una losa de la sustancia fosforescente, y uno expone todo al sol durante varias horas. Cuando se desarrolla la placa fotográfica, se reconoce que la silueta de la sustancia fosforescente aparece en negro en el negativo. Si se coloca entre la sustancia fosforescente y el papel una moneda o una pantalla metálica perforada con un diseño recortado, se ve que la imagen de estos objetos aparece en el negativo ... De estos experimentos hay que concluir que la sustancia fosforescente en cuestión emite rayos que pasan a través del papel opaco y reducen las sales de plata. 
Pero otros experimentos le llevaron a dudar y luego abandonar esta hipótesis. El 2 de marzo de 1896 informó:

Insistiré en particular en el siguiente hecho, que me parece bastante importante y más allá de los fenómenos que cabría esperar observar: Las mismas costras cristalinas [de uranilo sulfato de potasio], dispuestas de la misma manera con respecto a las placas fotográficas, en las mismas condiciones y a través de las mismas pantallas, pero resguardadas de la excitación de los rayos incidentes y mantenidas en la oscuridad, todavía producen las mismas imágenes fotográficas. Así es como me condujeron a hacer esta observación: entre los experimentos anteriores, algunos habían sido preparados el miércoles 26 y el jueves 27 de febrero, y como el sol solo salía intermitentemente en estos días, mantuve los aparatos preparados y devolví los casos a la oscuridad de un cajón de la oficina, dejando en su lugar las costras de la sal de uranio. Dado que el sol no salió en los días siguientes, revelé las placas fotográficas el 1 de marzo, esperando encontrar las imágenes muy débiles. En cambio, las siluetas aparecieron con gran intensidad... Una hipótesis que se presenta a la mente de forma natural sería suponer que estos rayos, cuyos efectos tienen una gran similitud con los efectos producidos por los rayos estudiados por M. Lenard y M. Röntgen, son rayos invisibles emitidos por fosforescencia y persisten infinitamente más largo tiempo que la duración de los rayos luminosos emitidos por estos cuerpos. Sin embargo, los experimentos actuales, sin ser contrarios a esta hipótesis, no justifican esta conclusión. Espero que los experimentos que estoy llevando a cabo en este momento puedan aportar alguna aclaración a esta nueva clase de fenómenos.

## Escritos
- Becquerel, AH (1899). Cours de physique. Ecole Polytechnique, 1ère division, 2e année d'études,. 2. 1899-1900 (en francés). Ecole Polytechnique. Consultado el 24 de mayo de 2022.
- Becquerel, AH (1898). Cours de physique. Ecole Polytechnique, 2e division. 3. 1898-1899 (en francés). Ecole Polytechnique. Consultado el 24 de mayo de 2022.
- Recherches sur les variations des spectres d'absorption dans les cristaux (1888) (en francés)
- Electro-Chimie (1882) (en francés)
- Travaux de physique optique et de radiographie. (1896-1900) (en francés)
- Sur le rayonnement de l'uranium et sur diverses propriétés physiques du rayonnement des corps radioactifs (1900) (en francés)
- Sur une propriété nouvelle de la matière, la radio-activité: Conférence faite à Stockholm le 11 décembre 1903 (en francés)